# Oksana Karpiuk
Oksana Karpiuk, ukr. Оксана Карпюк (ur. 1892, zm. w XX wieku) – ukraińska rolniczka zaangażowana w pomoc Polakom podczas rzezi wołyńskiej. 
Oksana Karpiuk mieszkała we wsi Sieniawka na Wołyniu. W 1935 roku zmarł jej mąż. Niedaleko od niej mieszkała córka Jewhenia z mężem Prokopem Bondarukiem. W sąsiedniej wsi Aleksandrówka mieszkała polska rodzina Adamowiczów. 
W nocy 15/16 lipca 1943 roku na Aleksandrówkę atak przeprowadził oddział OUN-UPA. Adamowicze przetrwali go i od tamtej pory się ukrywali. Czwórka ich dzieci chowała się w zbożu, co zauważyła Karpiuk. Pod koniec sierpnia, po tym jak we wsi ponownie było słychać strzały, kobieta postanowiła ukryć dzieci, a także ich rodziców i babcię. Pomagali jej Jewhenia i Prokop Bondarukowie. Adamowicze postanowili się rozdzielić – rodzice z trójką młodszych dzieci skryli się w bunkrze w polu, zaś najstarsze dziecko, Teresa, z babcią Teklą schowała się w stodole Bondaruków. Po pewnym czasie stodołę przeszukiwali członkowie OUN-UPA, którzy jednak nie znaleźli ukrywających się Polek. Podczas następnego napadu OUN-UPA zamordowano małżeństwo Adamowiczów oraz trójkę ich najmłodszych dzieci. Tekla Adamowicz, nie chcąc dalej narażać życia Teresy oraz Bondaruków, zdecydowała się opuścić ich gospodarstwo. Ubrawszy charakterystyczną dla Ukrainek zapaskę oraz spódnicę przedostała się wraz z Teresą na Zamojszczyznę. Po pewnym czasie dołączył do niej także jej mąż Michał, którego uratowała rodzina Sofii i Pawło Kyców. Bondarukowie po zakończeniu II wojny światowej przeprowadzili się do Czerwonogrodu, gdzie mieszkali do końca życia. 
W 2023 za swoją postawę podczas uroczystości w Belwederze w Warszawie małżeństwo Bondaruków oraz Oksana Karpiuk zostali pośmiertnie wyróżnieni Medalem Virtus et Fraternitas.